# Age of Loneliness
Age of Loneliness è un singolo del gruppo musicale tedesco Enigma, pubblicato nel 1994 ed estratto dall'album The Cross of Changes.

## Tracce
1. Radio Edit – 4:14
2. Clubby Radio Edit – 3:31
3. Enigmatic Club Mix 128 bpm – 6:23
4. Jam & Spoon Remix 93 bpm – 6:28
5. Album Version – 5:19